# Burdjiter
Burdjiter var en grupp mamluker som härskade över Egypten och styrde som sultaner i mamluksultanatet i Kairo från 1382 till 1517. De utgjorde en undergrupp av bahritiska mamluker, en kast av militära slavar som steg i rang och makt under den muslimska eran i Egyptens historia.
Burdjiterna blev sultaner efter att Barkuk, en av de bahritiska mamlukerna, tog makten och etablerade sin regim i Kairo 1382. De hade sitt huvudsäte i Kairos citadell och härskade över Egypten och delar av det omgivande området. Burdjiterna hade sitt ursprung i Tjerkessien, ett område motsvarande norra Kaukasien.
Under burdjiternas tid började det osmanska riket, under ledning av Selim I, utvidga sin makt och erövrade Egypten 1517. Den siste burdjiten, Tuman bey, störtades och osmanerna etablerade sitt välde över Egypten.